# Asad ibn al-Furat
Asad ibn al-Furat (arab. أسد بن الفرات) (ur. 759, zm. 828) – prawnik i teolog w Ifrikiji, który rozpoczął muzułmański podbój Sycylii.
Jego rodzina, pochodząca z Harranu w Mezopotamii, wyemigrowała razem z nim do Ifrikiji. Asad studiował w Medynie z Malikiem ibn Anasem, założycielem szkoły malikickiej, oraz w Kufie z uczniami Abu Hanify, założyciela tradycji hanafickiej. Zebrał swe poglądy na prawo religijne w Asadijji, która miała wielki wpływ w Ifrikiji.
Po powrocie do Ifrikiji został sędzią w Kairuanie, gdzie wkrótce wszedł w konflikt z emirem Aghlabidów Zijadatem Allahem I (817-838) po skrytykowaniu jego zbytkownego i bezbożnego stylu życia. Żeby pozbyć się tej nieprzyjemnej krytyki, Zijadat mianował Asada przywódcą wyprawy do bizantyńskiej Sycylii. W 827 Asad wylądował z arabskimi siłami w Sycylii i po pokonaniu oddziałów bizantyjskich zaatakował Syrakuzy. Jednakże miasta nie udało się zdobyć, a wkrótce sam Asad zmarł na dżumę.
Asad miał znaczenie w zakładaniu hanafickiego mazhabu (szkoły prawnej) w Ifrikiji.